# Autlán de Navarro
Autlán de Navarro é um município do estado de Jalisco, no México.
Em 2005, o município possuía um total de 53.269 habitantes.

## Cidadãos ilustres
- Antonio Alatorre, escritor, filólogo e tradutor.
- José de Jesús Gudiño Pelayo, político e jurista.
- Santana, guitarrista e compositor.